# SJ Dm3
Da, Dm, Dm3 기관차는 1940년대 후반 스웨덴의 전철화 구간이 늘어나면서, 전기 기관차 수요가 늘어나서 생산된 차량이다. 세 기관차는 D 전기 기관차의 개량형으로 서로 기술적으로 비슷하며, 중련 여부에 따라서 달라진다. Dm과 Dm3 기관차는 구동축의 개수가 3개에서 4개로 증가하고, SJ, 이후 말름트라픽에서 말름 선/오포트 선을 운행하는 철광석 열차에 사용된다. 노르웨이에서는 이와 비슷한 El 12 기관차를 사용하였다.

## Da
Da 기관차는 기존 D 기관차의 개량형으로 설계되었으나, 이후 완전히 새로운 설계로 변경되었다. 여객과 화물 영업 둘 다에 사용되었다. 1970년대에 한 차례 개량되었고, 이 과정에서 운전실을 개선하였다. 1980년대부터 퇴역을 시작하여 1990년대 초반에 완전히 퇴역하였다. 일부 기관차는 사철 회사로 매각되었고, 1량이 보존 중이다.

## Dm, Dm3
말름 선과 오포트 선을 통하여 노르웨이 룰레오/스웨덴 나르비크로 가는 철광석 열차는 그 동안 Of 전기 기관차가 기관하였다. Da 기관차를 주문하면서 이 노선을 위하여 최적화된 Dm 기관차를 같이 구매하기로 하였다. 1953년 2량 영구중련 기관차 24량이 반입되었고, 1960년대에 15량이 더 반입되었다. 영구 2중련 기관차는 최대 3400톤까지 견인할 수 있었으나, 1960년대 후반 철광석 생산량이 증가하면서 19량의 중간 기관차를 더 주문하였다. 중간 기관차는 Dm 기관차 2량의 중간에 연결되었고, 중간에 연결된 기관차는 Dm3이라고 불렸다. 따라서 전체 편성은 Dm+Dm3+Dm이 된다. Dm3 기관차는 최대 5400톤까지 견인할 수 있다.
1979년부터 운전실 등이 개조되어 소음이 줄어들었다. 1980년대 2중련 기관차는 스웨덴 철도의 다른 노선으로 이동하였다. 1996년 MTAB로 소유권이 이전된 이후에는 전체 3중련 기관차가 Dm3으로 불린다. 2중련 기관차는 Dm+Dm으로 불리다가, 현재는 Dm2로 불린다. 현재 도색은 1990년대에 칠해진 파랑-회색이며, 16량의 Dm3이 사용 중이다. 1990년대에는 기계식 스위치를 전자식 스위치로 개조하였고, 방음 처리가 강화되었고, 구동축에서 전해지는 진동을 막기 위하여 운전대와 운전석에 스프링이 설치되었다. 재도색 이전에는 갈색으로 칠해져 있었다.
2000년부터 IORE 기관차 제작이 시작되었으며, 모든 Dm2 기관차와 일부 Dm3 기관차가 퇴역하였다. 아직까지 IORE 기관차가 모두 반입되지 않았기 때문에 영업용으로도 Dm3 기관차가 사용된다. 2011년까지 IORE 기관차가 모두 반입되면 남아 있는 Dm3 기관차가 모두 퇴역할 예정이다.
2004년 1량이 보존되었다.

### 차량 목록
MTAB로 소유권이 이전된 후에도 차량 번호는 바뀌지 않았다.
| 차량 번호      | 이름      | 현재 상태 |
| -------------- | --------- | --- |
| 974-983-975    | Malte     | 원래 중간 기관차가 없었으며, 1217-1238-1218호 기관차가 사고로 파손되어 982-983-984호 기관차의 중간 기관차만 새로 연결해서 만든 차량이다. 2002년 봄에 폐차되었다. |
| 976-977-978    | Bruno     | 개조되지 않았으며, 2004년 보존되었다. |
| 979-980-981    |           | 1993년 상태가 안 좋아져서 폐차되었다. |
| 982-983-984    |           | 1996년 상태가 안 좋아져서 폐차되었다. 중간 기관차 983호는 974-975호 사이에 연결되었다.                                                                           |
| 1201-1231-1202 | Kunigunda | 개조됨 |
| 1203-1233-1204 | -         | 1988년 차적에서 삭제되어 예비 부품용으로 사용되었고, 1991년 폐차되었다.                                                                                          |
| 1205-1235-1206 | Sigrid    | 개조됨 |
| 1207-1232-1208 | Sofia     | 개조됨 |
| 1209-1234-1210 | Viktor    | 개조됨 |
| 1211-1236-1212 | Konsuln   | 개조됨 |
| 1213-1237-1214 | Johan     | 개조됨, 2004년 9월부터 휴차 중 |
| 1215-1245-1216 | Josefina  | 개조됨 |
| 1217-1238-1218 | Hermelin  | 개조됨 |
| 1219-1239-1220 | Dennewitz | 개조됨 |
| 1221-1240-1222 | -         | 1993년 3월 19일 카테라트에서 추락 사고로 인하여 폐차되었다. |
| 1223-1241-1224 | Baron     | 개조됨 |
| 1225-1242-1226 | Alliansen | 개조됨 |
| 1227-1243-1228 | Kapten    | 개조됨 |
| 1229-1244-1230 | Rektorn   | 개조됨 |
| 1246-1247-1248 | Oscar     | 개조됨 |

## 같이 보기
- 말름 선/오포트 선
- MTAB IORE